# Schlierbach (Suíça)
Schlierbach é uma comuna da Suíça, no Cantão Lucerna, com cerca de 594 habitantes. Estende-se por uma área de 7,17 km², de densidade populacional de 83 hab/km². Confina com as seguintes comunas: Büron, Geuensee, Rickenbach, Schmiedrued (AG), Triengen.
A língua oficial nesta comuna é o Alemão.